# Paul Graebner

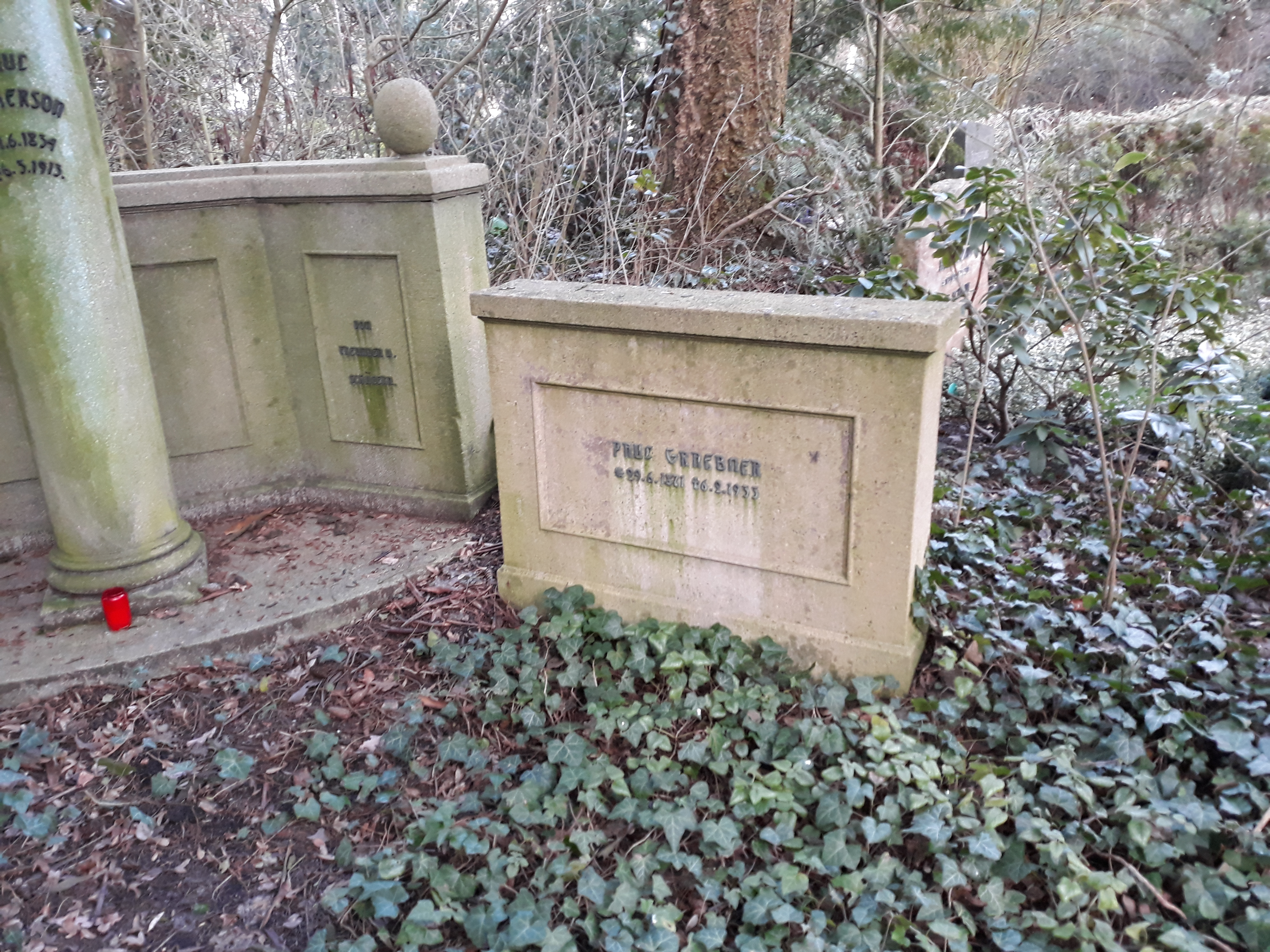
Das Grab von Paul Graebner im Familiengrab von Paul Ascherson auf dem Parkfriedhof Lichterfelde in Berlin.

Karl Otto Robert Peter Paul Graebner (* 29. Juni 1871 in Aplerbeck; † 6. Februar 1933 in Berlin) war ein deutscher Botaniker. Sein offizielles botanisches Autorenkürzel lautet „Graebn.“

## Leben
Seine Eltern waren der Gymnasiallehrer Robert Graebner († 1881) und die Zeichenlehrerin Marie, geb. Keßler († 1914). Um 1876 wurde sein Vater an die Königstädtische Realschule nach Berlin berufen, die Paul ab 1878 besuchte. Nach dem Tod des Vaters fand seine Mutter mit den vier Kindern (darunter Fritz) Aufnahme bei ihrem Schwager Friedrich Otto Gräbner in Kolberg, Pommern. Hier kam Paul zu Ostern 1882 auf das Kgl. Dom-Realgymnasium, das er zu Ostern 1888 mit dem Zeugnis für den Einjährig-freiwilligen Militärdienst verließ.
Nach dem Schulbesuch absolvierte er ein Studium und promovierte zum Dr. phil. In den 1890er Jahren botanisierte er unter anderem im Jerichower Land und im Vorharzgebiet gemeinsam mit Paul Friedrich August Ascherson, mit dem er auch seine grundlegenden Werke über die mitteleuropäische Flora herausgab.
Später wurde er Professor am Botanischen Garten und Botanischen Museum Berlin-Dahlem und befasste sich in seinen Forschungen insbesondere mit der Pflanzengeografie Mitteldeutschlands.
Neben seiner Lehr- und Forschungstätigkeit war er darüber hinaus auch Autor bzw. Mitautor und Herausgeber bzw. Mitherausgeber zahlreicher botanischer Fachbücher wie dem nach Johannes Eugenius Bülow Warming benannten Lehrbuch der ökologischen Pflanzengeographie (1918, 3. Auflage), Taschenbuch zum Pflanzenbestimmen (1918, 20. Auflage 1934), Die pflanzengeographischen Verhältnisse von Bialowies (1918), Führer zu einem Rundgang durch die Freiland-Anlagen des Botanischen Gartens der Universität Berlin zu Berlin-Dahlem (1919), Lehrbuch der nichtparasitären Pflanzenkrankheiten (1920), Handbuch der Pflanzenkrankheiten. Band 1. Die nichtparasitären Krankheiten (1921, Mitherausgeber Gustav Lindau), Handbuch der Pflanzenkrankheiten. Band 2. Die pflanzl. Parasiten (1. Teil) (1921, Mitherausgeber G. Lindau), Handbuch der Pflanzenkrankheiten. Band 3. Die pflanzlichen Parasiten (2. Teil) (1923, Mitherausgeber G. Lindau), Beiträge zur Flora des Urwaldes von Bialowies (1925), Die Heide Norddeutschlands und die sich anschließenden Formationen in biologischer Betrachtung (1925, Mitautoren Fritz Graebner, Friedrich Erdmann), Lehrbuch der allgemeinen Pflanzengeographie (1929) sowie Lehrbuch der ökologischen Pflanzengeographie (1930–1933).
Graebner fand seine letzte Ruhe auf dem Parkfriedhof Lichterfelde, unmittelbar neben seinem Freund und Förderer Paul Ascherson. Sein Sohn Paul (1900–1978) war ebenfalls ein Botaniker, der sich mit der Pflanzenwelt Westfalens befasste.